# Ту бі-Шват

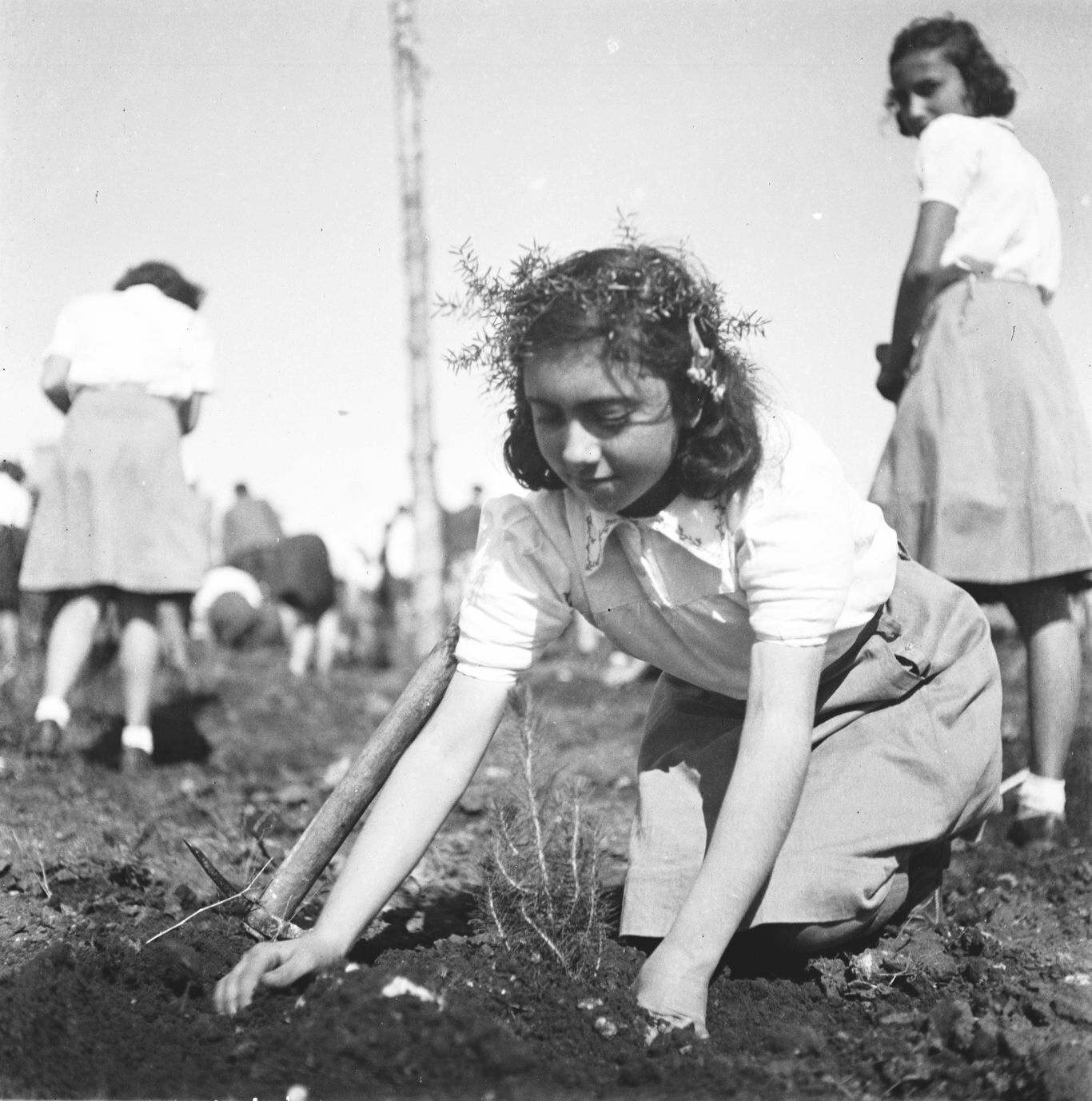

ТУ бі-Шват (івр. ט"וּ בִּשְׁבָט, 15 швата) — свято в юдаїзмі — початок відліку нового сільськогосподарського року. Відоме також як «Новий рік дерев» (івр. ראש השנה לאילנות, Рош га-шана ла-іланот). Святкують на 15 день місяця шват. Цього дня прийнято їсти плоди, вирощені в Ізраїлі.